# Jane (dinosaurie)

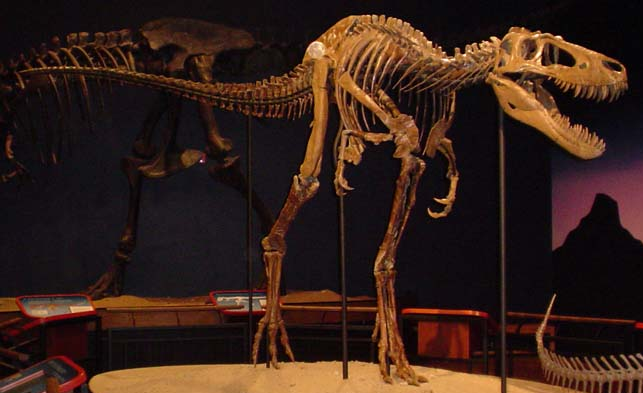
Jane på Burpee Museum of Natural History i Rockford, Illinois.

Jane är ett välbevarat fossilt skelett efter en Tyrannosaurus rex, kallat Jane. Jane hittades 2001 i Ekalaka, Montana, USA och är omkring 66 miljoner år gammal. Hen var 6 meter lång och omkring 11 år vid sin död.
Sedan 1942 har man varit osäker på om fossil med Janes storlek faktiskt tillhör Tyrannosaurus rex eller om det är helt annan art, kallad Nanotyrannus. Genom att undersöka Jane och liknande fossiler så råder numera konsensus att fossiler som Jane är halvvuxna Tyrannosaurus Rex.
Anledningen till osäkerheten är storleksskillnaden mellan unga och fullvuxna Tyrannosauras. En ung tyrannosaurus kan inte haft samma starka benbrytande bett, som vuxna tyrannosaurier. Detta indikerar tyrannosaurier troligen åt olika slags födor under sin livstid.